# Triangulacja (geodezja)

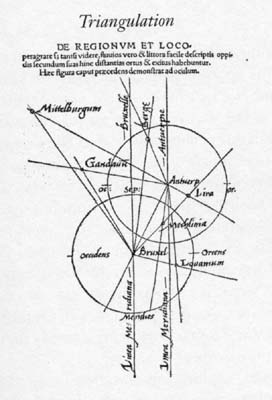
Diagram z 1533 przedstawiający ideę triangulacji w celu tworzenia map.

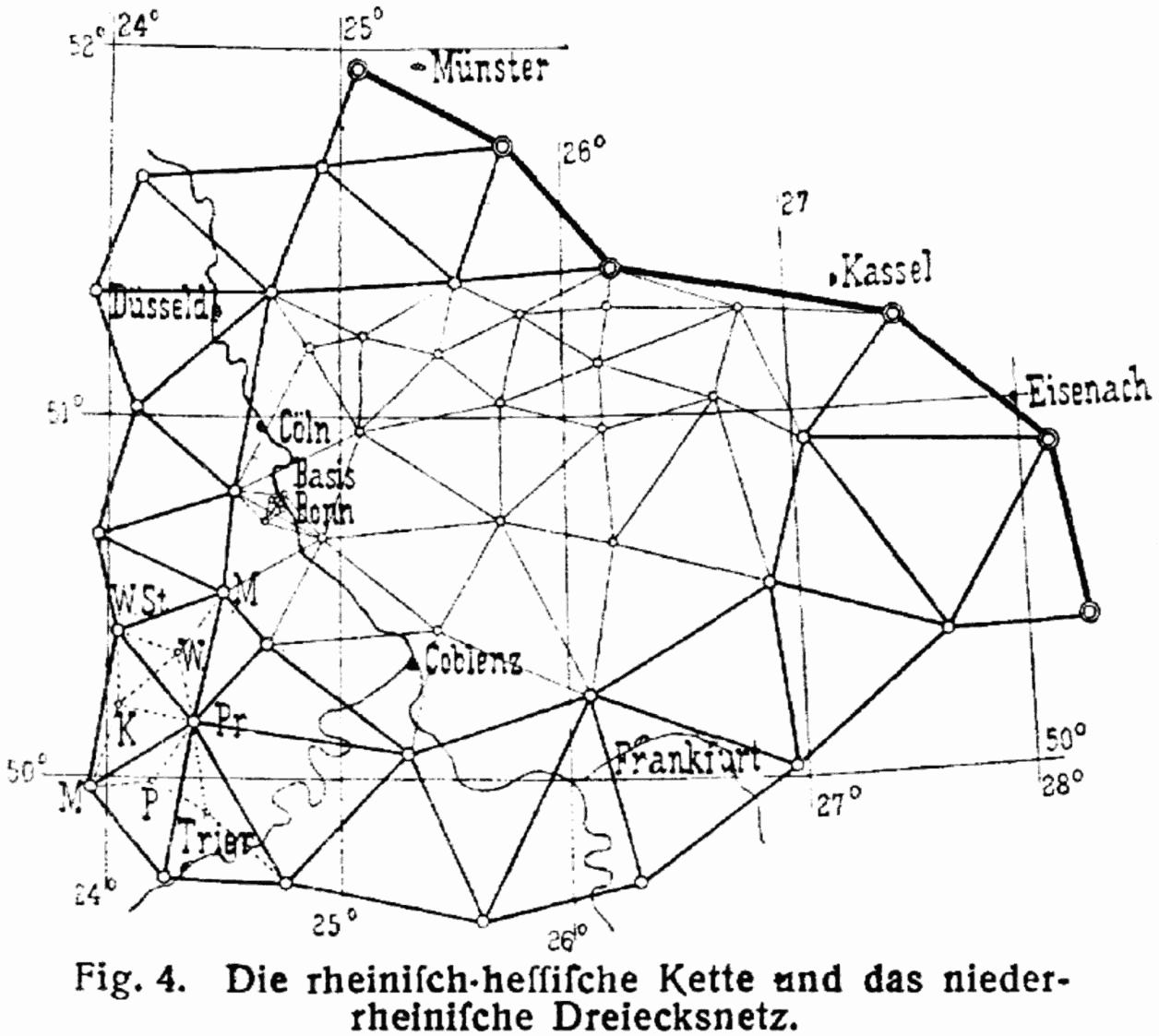
Dziewiętnastowieczna sieć triangulacyjna w Nadrenii

Triangulacja – metoda pomiaru osnów geodezyjnych, polegająca na precyzyjnym pomiarze kątów między wszystkimi sąsiednimi punktami oraz długości co najmniej jednego boku w sieci składającej się z trójkątów. 
Pomiar służy, po obliczeniu i wyrównaniu wyników pomiarów, do określenia współrzędnych geodezyjnych wszystkich punktów sieci triangulacyjnej. W zależności od klasy sieci, długości boków w triangulacji wynoszą od 2 do 25 i więcej kilometrów.
Triangulacja służyła do określenia kształtu i wymiarów Ziemi. Dzięki stosowaniu precyzyjnych i pracochłonnych metod pomiaru w różnych porach doby oraz obliczeń z uwzględnieniem wszelkiego rodzaju poprawek (na krzywiznę Ziemi i refrakcję, odchylenie pionu, centrowanie wież triangulacyjnych i innych) bez użycia komputerów uzyskano wyniki niewiele odbiegające od dzisiejszych pochodzących z pomiarów GPS.